# Tele-Communications Inc.
Tele-Communications, Inc. or TCI fue un proveedor de televisión por cable en Estados Unidos, controlado durante gran parte de su historia por Bob Magness y John C. Malone.
La compañía nació en 1968, tras la fusión de Western Microwave, Inc. y Community Television, Inc., los mayores operadores de cable en el Estados Unidos en ese tiempo.
Después de salir a la bolsa en 1970 (símbolo NASDAQ:TCOMA), la compañía creció rápidamente y se convirtió en el principal proveedor de TV cable en Estados Unidos. Después de un intento fallido de fusión con Bell Atlantic en 1994, la compañía fue finalmente comprada en 1999 por AT&T, cuyos activos televisión por cable fueron adquiridos más tarde por Charter Communications y Comcast Corporation. 

## Fusión de la empresa
El 24 de junio de 1998, AT&T, anunció un plan para comprar TCI por $32 mil millones en acciones y $16 mil millones en deuda asumida. Esto marcó la primera gran fusión entre compañías de cable y teléfono desde la desregulación. La nueva compañía llamada AT&T Consumer Services, fue prevista para acelerar los esfuerzos para ofrecer telefonía digital, datos y vídeo, combinando los servicios de larga distancia, telefonía e internet de AT&T, con los servicios por cable de Internet de alta velocidad y telecomunicaciones de TCI.
Los reguladores federales y accionistas de ambas empresas aprobaron la fusión el 17 de febrero de 1999. En ese momento, el valor de la porción de acciones en oferta había aumentado a $ 43,5 mil millones. La Comisión Federal de Comunicaciones no obligó a TCI dar acceso a otras compañías a sus líneas de cable, a pesar de las peticiones de America Online y otros. TCI hizo que su red de TV cable pudiera proveer acceso a Internet, y AT&T quería esas mismas líneas para ofrecer servicio telefónico local, que ya estaba haciendo en otro acuerdo con Time Warner.
AT&T completó la adquisición el 9 de marzo de 1999, y TCI paso a llamarse AT&T Broadband and Internet Services, la mayor unidad de la compañía con Hindery como su presidente ejecutivo. Malone se acercó Liberty Media, que mantuvo acciones separadas e incluyó nuevas empresas TCI bajo el nombre de TCI Ventures.